# Всероссийский референдум 25 апреля 1993 года
На всероссийский референдум 25 апреля 1993 года  были вынесены 4 вопроса (ниже приведены данные в процентах от числа проголосовавших согласно официальному сообщению ЦИК):
1. Доверяете ли Вы президенту Российской Федерации Б. Н. Ельцину? («да» — 58,7 % голосовавших; Решение принято)
2. Одобряете ли Вы социально-экономическую политику, осуществляемую президентом Российской Федерации и правительством Российской Федерации с 1992 года? («да» — 53,0 % голосовавших; Решение принято)
3. Считаете ли Вы необходимым проведение досрочных выборов президента Российской Федерации? («да» — 49,5 % голосовавших; 31,7 % от общего числа избирателей; Решение не принято)
4. Считаете ли Вы необходимым проведение досрочных выборов народных депутатов Российской Федерации? («да» — 67,2 % голосовавших; 41,1 % от общего числа избирателей; Решение не принято)

## История референдума
Конституционный суд Российской Федерации установил, что по первым двум вопросам референдума, имеющим нравственно-оценочный и политический характер, для принятия положительного решения требуется большинство голосов от числа проголосовавших. Положительное решение по третьему и четвёртому вопросам носит конституционный характер и должно быть принято большинством от общего числа избирателей. То есть применялась существенно разная методика подведения итогов (подсчёта процентов) по вопросам 1 — 2 и 3 — 4.
На момент проведения референдума число граждан, имеющих право участвовать в нём, составляло 107 310 374 человека. Бюллетени для голосования получили 69 222 858 человек. Число граждан, принявших участие в голосовании по первому вопросу референдума (о доверии президенту), составило 68 869 947 человек, или 64,178 % от имеющих право участвовать в референдуме.
Хотя большинство более 2/3 от явившихся на выборы проголосовало за досрочные выборы народных депутатов, не удалось набрать 50 % от общего числа избирателей (с учётом явки требовалось бы более 77,908 % от числа проголосовавших).
В ходе подготовки к референдуму широкую известность получил лозунг «Да-Да-Нет-Да» — именно так призывали голосовать в распространявшихся по радио и ТВ агитационных материалах сторонников линии Ельцина (сам Ельцин, впрочем, склонялся к варианту «все четыре Да»).
Хотя уже сами вопросы вызывали у него недоверие:

Конечно, это подтасовка. Один вопрос нужен, а лучше два: доверяете ли вы Президенту, доверяете ли Съезду? И все будет ясно.
— Борис Ельцин: «Я уже Съезду не принадлежу» // Смена (Санкт-Петербург). 1993. 1 апр.
Референдум породил множество вопросов: юридических, морально-этических и политических.
Интенсивные споры породили как формулировки вопросов, так и их возможные юридические и политические последствия. 

Например, вопрос о доверии президенту в сочетании с вопросом о досрочных выборах мог породить множество возможных трактовок результатов.
Ещё одна неопределённость связана с пониманием того, являются ли результаты обязательными к исполнению и, при каком именно количестве полученных голосов.
С этим связан и вопрос о необходимом кворуме для принятия решения по каждому вопросу.
Ещё до референдума высказывались мнения, что трактовка его результатов будет носить политизированный характер:

Прежде чем затевать референдум, надо было подумать о его последствиях. Поскольку на Съезде не были четко и точно оговорены все моменты возможной интерпретации итогов референдума, я чувствую, что ничего, кроме их «интерпретации», не будет. Каковы бы ни были результаты, каждая из сторон будет их толковать в свою пользу. Потому что нет критериев, с которыми можно было бы соотнести итоги всенародного голосования.
— Р. Г. Абдулатипов (в 1990–1993 гг. являлся народным депутатом РСФСР (РФ) и председателем Совета Национальностей Верховного Совета РСФСР)

Явка по субъектам федерации

Какими бы ни были фактические цифровые итоги референдума, принципиально важное значение приобретает то, кто, где и когда даст первую интерпретацию итогов и какие конкретные действия последуют за этими оценками.
— А.Фёдоров, советник А. В. Руцкого
Результаты референдума не ослабили политическое противостояние и конституционный кризис, что в итоге привело к указу о роспуске Верховного Совета от 21 сентября 1993 года, к последующему вооружённому противостоянию сторонников Верховного Совета России и правоохранительных органов, сохранивших верность президенту, кровопролитным событиям в Москве 3-4 октября 1993 года, принятию новой Конституции с закреплёнными в ней расширенными полномочиями президента и двухпалатным парламентом. Одновременно были проведены выборы в Государственную думу и Совет Федерации.
Политическая и юридическая оценка итогов этого референдума тесно связана с оценкой последующих событий и оценкой конституционности действий как сторонников Верховного Совета, так и президента.

## Результаты
Так как положительное решение по третьему и четвёртому вопросам носило конституционный характер, оно могло бы быть принято только большинством от общего числа избирателей.

### Вопрос 1

Результаты референдума по первому вопросу по субъектам России

| Да или нет               | Голосов     | Процент     |
| ------------------------ | ----------- | ----------- |
| Да                       | 40 405 811  | 58,67 %     |
| Нет                      | 26 995 268  | 39,20 %     |
| Недействительных голосов | 1 468 868   | 2,13 %      |
| Всего голосов            | 68 869 947  | 100,00 %    |
| Явка                     | 64,18 %     | 64,18 %     |
| Электорат                | 107 310 374 | 107 310 374 |

### Вопрос 2

Результаты референдума по второму вопросу по субъектам России

| Да или нет               | Голосов     | Процент     |
| ------------------------ | ----------- | ----------- |
| Да                       | 36 476 202  | 53,05 %     |
| Нет                      | 30 640 781  | 44,56 %     |
| Недействительных голосов | 1 642 883   | 2,39 %      |
| Всего голосов            | 68 759 866  | 100,00 %    |
| Явка                     | 64,08 %     | 64,08 %     |
| Электорат                | 107 310 374 | 107 310 374 |

### Вопрос 3

Результаты референдума по третьему вопросу по субъектам России

| Да или нет                   | Голосов     | Процент     |
| ---------------------------- | ----------- | ----------- |
| Нет                          | 32 418 972  | 47,15 %     |
| Да                           | 34 027 310  | 49,49 %     |
| Требуемое количество голосов | 78,03 %     | 78,03 %     |
| Недействительных голосов     | 2 316 247   | 3,37 %      |
| Всего голосов                | 68 762 529  | 100,00 %    |
| Явка                         | 64,08 %     | 64,08 %     |
| Электорат                    | 107 310 374 | 107 310 374 |

### Вопрос 4

Результаты референдума по четвёртому вопросу по субъектам России

| Да или нет                   | Голосов     | Процент     |
| ---------------------------- | ----------- | ----------- |
| Нет                          | 20 712 605  | 30,09 %     |
| Да                           | 46 232 197  | 67,17 %     |
| Требуемое количество голосов | 77,95 %     | 77,95 %     |
| Недействительных голосов     | 1 887 258   | 2,74 %      |
| Всего голосов                | 68 832 060  | 100,00 %    |
| Явка                         | 64,14 %     | 64,14 %     |
| Электорат                    | 107 310 374 | 107 310 374 |